# Salsa Valentina

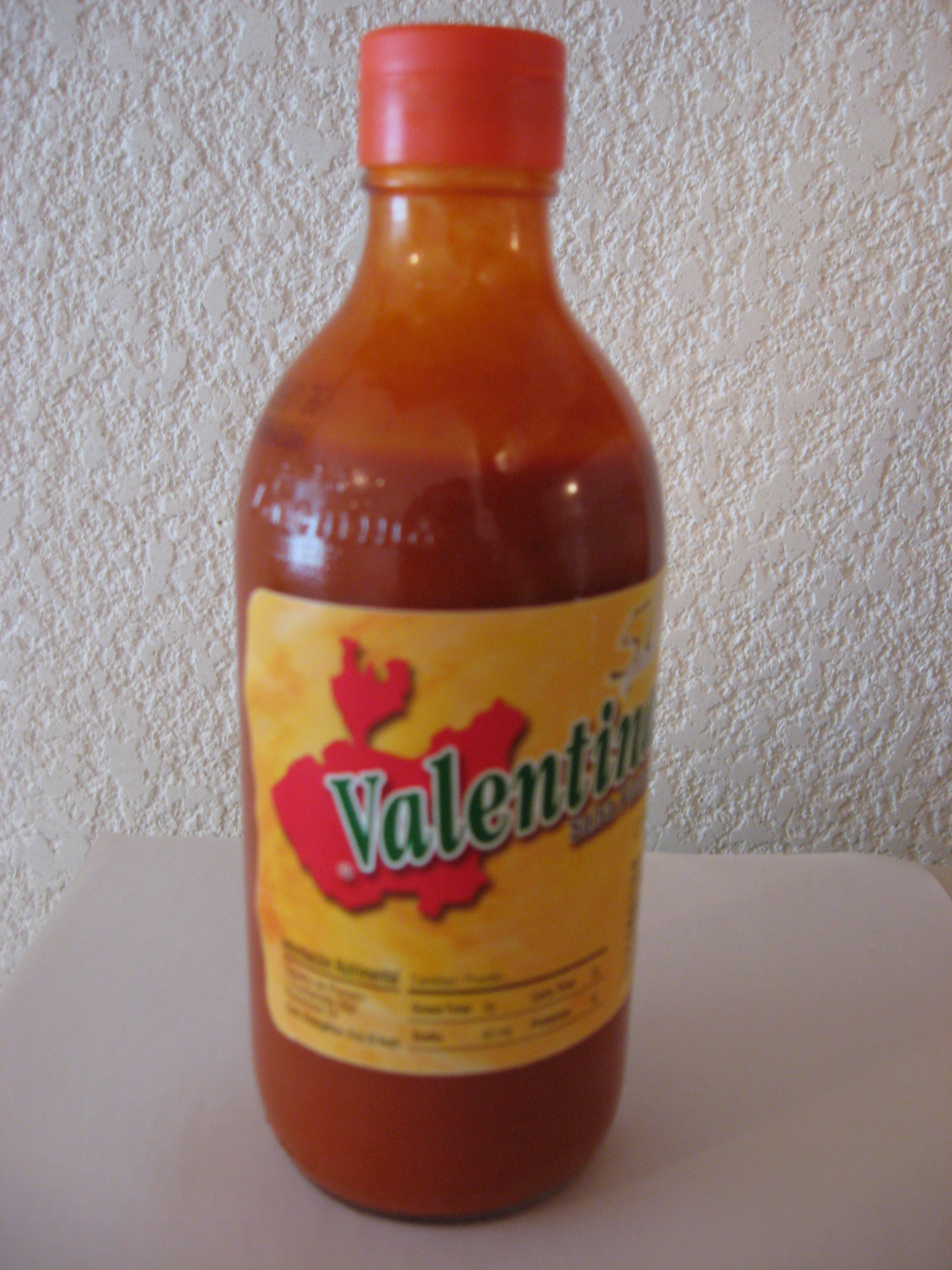
Algemene verpakking van de Salsa Valentina.

De saus Salsa Valentina is de merknaam van een pikante saus, die wordt geproduceerd door het bedrijf Salsa Tamazula in de stad Guadalajara, in de deelstaat Jalisco in Mexico. Men brengt de saus in flesjes van verschillende grootte op de markt, hoofdzakelijk in Mexico en de Verenigde Staten, hoewel het ook mogelijk is, de saus in Spanje en Canada aan te treffen. Er bestaan twee variaties van dit product: pikant (geel etiket) en zeer pikant (zwart etiket), afhankelijk van de hoeveelheid capsicum chili. Beide hebben elk een wat citroenachtige smaak met een vaste samenstelling van kruiden.

## Ingrediënten
De ingrediënten van deze saus zijn onder andere: droge chili, water, azijnzuur, azijn, zout, specerijen, kruiden en conserveringsmiddel. Het gaat hier om een Mexicaanse saus, die men in elke winkel of supermarkt van het land kan vinden.

## Gebruik
De salsa Valentina gebruikt men om gefrituurde gerechten op smaak te brengen zoals maispopcorn, gefrituurde aardappelen en verder fruit, mango, sinaasappel, jicama en andere etenswaren, zoals hot dogs, corn dogs (banderillas), pizza's of gekookte eieren. Ook gebruikt men de saus in cocktails (alcoholische drankjes), zoals de michelada. Het is een saus, die men vanwege zijn kenmerken ook gebruikt in de Spaanse keuken en voor de vervaardiging van gerechten als patatas bravas.